# 파푸아주머니박쥐
파푸아주머니박쥐 또는 파푸아대꼬리박쥐(Saccolaimus mixtus)는 대꼬리박쥐과에 속하는 박쥐의 일종이다. 오스트레일리아와 파푸아뉴기니에서 발견된다. 서식지 감소로 멸종 위협을 받고 있다.